# لئونید کینسکی
لئونید کینسکی (انگلیسی: Leonid Kinskey؛ ۱۸ آوریل ۱۹۰۳ – ۸ سپتامبر ۱۹۹۸) یک هنرپیشه اهل روسیه بود. وی بین سال‌های ۱۹۳۲ تا ۱۹۷۱ میلادی فعالیت می‌کرد.

## فیلم‌شناسی
از فیلم‌ها یا برنامه‌های تلویزیونی که وی در آن نقش داشته است می‌توان به کازابلانکا، زندگی بنگال لانسر، دردسر در بهشت، بی‌نوایان، توپ آتش، سوپ مرغابی، مرد بازو طلایی، الجزایر، والس بزرگ اشاره کرد.